# 锦屏镇 (冕宁县)
锦屏镇，原为锦屏乡，是中华人民共和国四川省凉山彝族自治州冕宁县下辖的一个乡镇级行政单位。2019年12月，撤销南河乡和青纳乡，将其所属行政区域划归锦屏镇管辖。

## 行政区划
锦屏镇下辖以下地区：
二寺营村、红岩村、金光村、宝元村、海泉村、盘山村、秧田村、新荣村和五里村。